# Mont Ngaoui
Mont Ngaoui är det högsta berget i Centralafrikanska republiken. Det ligger i den västra delen av landet, 500 km nordväst om huvudstaden Bangui. Toppen på Mont Ngaoui är 1 410 meter över havet.